# Bernard Knubel
Bernard Wilhelm Knubel (ur. 13 listopada 1872 w Münster, zm. 14 kwietnia 1957 tamże) – niemiecki kolarz, olimpijczyk z Aten (1896).
Podczas Igrzysk w Atenach Knubel wystartował w wyścigu torowym na dystansie 100 kilometrów. Spośród 9 kolarzy był jednym z siedmiu, którzy wyścigu nie ukończyli.
W trakcie Igrzysk był związany z niemieckim klubem RSV Münster von 1895.